# Croquet nos Jogos Olímpicos de Verão de 1900 - Duplas
A disputa de duplas do croquet nos Jogos Olímpicos de Verão de 1900 não ocorreu por falta de competidores. A única dupla inscrita, da França, foi declarada campeã olímpica.

## Medalhistas
| Ouro   | FRA França Aumoitte Johin |
| Prata  | Nenhuma                   |
| Bronze | Nenhuma                   |